# Atletismo nos Jogos Olímpicos de Verão de 2024 - Salto com vara feminino
A prova do salto com vara feminino do atletismo nos Jogos Olímpicos de Verão de 2024 ocorreu em 5 e 7 de agosto de 2024 no Stade de France, em Paris. Um total de 30 atletas de 18 Comitês Olímpicos Nacionais (CON) participaram do evento.
A medalha de ouro ficou com a australiana Nina Kennedy (4,90 m). A prata foi para a norte-americana Katie Moon (4,85 m) e o bronze ficou com a canadense Alysha Newman (4,85 m).

## Qualificação
Cada Comitê Olímpico Nacional (CON) poderia inscrever no máximo três atletas qualificadas em cada evento individual. Para o salto com vara feminino, o período de qualificação foi entre 1 de julho de 2023 a 30 de junho de 2024.

## Formato
O salto com vara consiste de duas fases (classificação e final). Na classificação houve dois grupos distintos de saltadoras, com cada uma sendo eliminada se cometessem três falhas consecutivas, seja em uma única altura ou entre várias alturas se tentassem avançar antes de passar por uma altura específica.
A altura padrão na fase eliminatória foi de 4,70 metros, sendo que todas que ultrapassaram essa marca avançaram para a final. Um mínimo de 12 atletas precisaria avançar para a final; se menos de 12 fizessem a marca de qualificação, seriam classificadas as atletas subsequentes (incluindo as empatadas após o uso das regras de desempate).
A final teve saltos começando logo abaixo da marca padrão e aumentando gradualmente, continuando até que todas as saltadores fossem eliminadas.

## Calendário
Horário local (UTC+2)
| Data                | Horário | Fase          |
| ------------------- | ------- | ------------- |
| 5 de agosto de 2024 | 10:40   | Classificação |
| 7 de agosto de 2024 | 18:15   | Final         |

## Medalhistas
| Ouro   | AUS Nina Kennedy  |
| Prata  | USA Katie Moon    |
| Bronze | CAN Alysha Newman |

## Recordes
Antes desta competição, os recordes mundiais e olímpicos da prova eram os seguintes:
| Tipo | Atleta          | Marca  | Local   | Data                 |
| ---- | --------------- | ------ | ------- | -------------------- |
|      | Elena Isinbaeva | 5,06 m | Zurique | 28 de agosto de 2009 |
|      | Elena Isinbaeva | 5,05 m | Pequim  | 18 de agosto de 2008 |

### Por região
| Região                             | Atleta                | Altura |
| ---------------------------------- | --------------------- | ------ |
| África                             | Elmarie Gerryts (RSA) | 4,42 m |
| Ásia                               | Li Ling (CHN)         | 4,72 m |
| Europa                             | Elena Isinbaeva (RUS) | 5,06 m |
| América do Norte, Central e Caribe | Jennifer Suhr (USA)   | 5,03 m |
| Oceania                            | Eliza McCartney (NZL) | 4,94 m |
| América do Sul                     | Fabiana Murer (BRA)   | 4,87 m |

## Resultados
Saltos
- Válido (o)
- Inválido (x)
- Dispensado (–)
- Retirado (r)

### Classificação
Todas as atletas que alcançarem a marca de classificação de 4,70 m (Q) ou pelo menos as 12 melhores atletas (q) avançam à final.
| Pos. | Grupo | Atleta               | CON                | 4.20 | 4.40 | 4.55 | Marca | Notas |
| ---- | ----- | -------------------- | ------------------ | ---- | ---- | ---- | ----- | ----- |
| 1    | A     | Roberta Bruni        | ITA Itália         | o    | o    | o    | 4.55  | q     |
| 1    | A     | Nina Kennedy         | AUS Austrália      | o    | o    | o    | 4.55  | q     |
| 1    | B     | Elisa Molinarolo     | ITA Itália         | o    | o    | o    | 4.55  | q     |
| 1    | B     | Katie Moon           | USA Estados Unidos | o    | o    | o    | 4.55  | q     |
| 1    | A     | Angelica Moser       | SUI Suíça          | o    | o    | o    | 4.55  | q     |
| 1    | A     | Amálie Švábíková     | CZE Chéquia        | o    | o    | o    | 4.55  | q     |
| 7    | A     | Elina Lampela        | FIN Finlândia      | o    | xo   | o    | 4.55  | q     |
| 7    | A     | Alysha Newman        | CAN Canadá         | o    | xo   | o    | 4.55  | q     |
| 9    | B     | Eliza McCartney      | NZL Nova Zelândia  | –    | o    | xo   | 4.55  | q     |
| 9    | B     | Wilma Murto          | FIN Finlândia      | –    | o    | xo   | 4.55  | q     |
| 9    | A     | Ekaterini Stefanidi  | GRE Grécia         | o    | o    | xo   | 4.55  | q     |
| 12   | B     | Ariadni Adamopoulou  | GRE Grécia         | o    | o    | xxx  | 4.40  | q     |
| 12   | B     | Imogen Ayris         | NZL Nova Zelândia  | o    | o    | xxx  | 4.40  | q     |
| 12   | B     | Marie-Julie Bonnin   | FRA França         | o    | o    | xxx  | 4.40  | q     |
| 12   | A     | Ninon Chapelle       | FRA França         | o    | o    | xxx  | 4.40  | q     |
| 12   | A     | Anjuli Knäsche       | GER Alemanha       | o    | o    | xxx  | 4.40  | q     |
| 12   | A     | Olivia McTaggart     | NZL Nova Zelândia  | o    | o    | xxx  | 4.40  | q     |
| 12   | B     | Robeilys Peinado     | VEN Venezuela      | o    | o    | xxx  | 4.40  | q     |
| 12   | B     | Lene Retzius         | NOR Noruega        | o    | o    | xxx  | 4.40  | q     |
| 12   | B     | Tina Šutej           | SLO Eslovênia      | o    | o    | xxx  | 4.40  | q     |
| 21   | A     | Juliana Campos       | BRA Brasil         | xxo  | o    | xxx  | 4.40  |       |
| 22   | B     | Brynn King           | USA Estados Unidos | o    | xo   | xxx  | 4.40  |       |
| 22   | B     | Niu Chunge           | CHN China          | o    | xo   | xxx  | 4.40  |       |
| 22   | A     | Bridget Williams     | USA Estados Unidos | o    | xo   | xxx  | 4.40  |       |
| 25   | A     | Hanga Klekner        | HUN Hungria        | xo   | xo   | xxx  | 4.40  |       |
| 26   | B     | Anicka Newell        | CAN Canadá         | o    | xxo  | xxx  | 4.40  |       |
| 27   | B     | Pascale Stöcklin     | SUI Suíça          | o    | xxx  |      | 4.20  |       |
| 28   | A     | Holly Bradshaw       | GBR Grã-Bretanha   | xo   | xxx  |      | 4.20  |       |
|      | B     | Molly Caudery        | GBR Grã-Bretanha   | –    | –    | xxx  | NM    |       |
|      | A     | Eleni-Klaoudia Polak | GRE Grécia         | o    | xxx  |      | 4.20  | DSQ   |

### Final
As atletas que alcançarem as melhores marcas em menos tentativas conquistam as medalhas.
| Pos.              | Atleta              | CON                | 4.40 | 4.60 | 4.70 | 4.80 | 4.85 | 4.90 | 4.95 | Marca | Notas                |
| ----------------- | ------------------- | ------------------ | ---- | ---- | ---- | ---- | ---- | ---- | ---- | ----- | -------------------- |
| Medalha de ouro   | Nina Kennedy        | AUS Austrália      | o    | o    | xo   | o    | o    | o    | xr   | 4.90  | Recorde da temporada |
| Medalha de prata  | Katie Moon          | USA Estados Unidos | o    | o    | o    | o    | xo   | x-   | xx   | 4.85  | =                    |
| Medalha de bronze | Alysha Newman       | CAN Canadá         | o    | xo   | o    | o    | xo   | xxx  |      | 4.85  | Recorde nacional     |
| 4                 | Angelica Moser      | SUI Suíça          | o    | o    | o    | o    | xx-  | x    |      | 4.80  |                      |
| 5                 | Amálie Švábíková    | CZE Chéquia        | o    | o    | xo   | xxo  | xxx  |      |      | 4.80  | Recorde nacional     |
| 6                 | Eliza McCartney     | NZL Nova Zelândia  | –    | o    | o    | xxx  |      |      |      | 4.70  |                      |
| 6                 | Elisa Molinarolo    | ITA Itália         | o    | o    | o    | xxx  |      |      |      | 4.70  | Recorde pessoal      |
| 6                 | Wilma Murto         | FIN Finlândia      | o    | o    | o    | xxx  |      |      |      | 4.70  |                      |
| 9                 | Ekaterini Stefanidi | GRE Grécia         | xo   | o    | o    | xxx  |      |      |      | 4.70  |                      |
| 10                | Robeilys Peinado    | VEN Venezuela      | o    | xo   | xxx  |      |      |      |      | 4.60  | Recorde da temporada |
| 11                | Marie-Julie Bonnin  | FRA França         | xo   | xo   | xxx  |      |      |      |      | 4.60  |                      |
| 12                | Imogen Ayris        | NZL Nova Zelândia  | xxo  | xo   | xxx  |      |      |      |      | 4.60  | Recorde pessoal      |
| 13                | Olivia McTaggart    | NZL Nova Zelândia  | o    | xxo  | xxx  |      |      |      |      | 4.60  |                      |
| 14                | Roberta Bruni       | ITA Itália         | o    | xxx  |      |      |      |      |      | 4.40  |                      |
| 14                | Ninon Chapelle      | FRA França         | o    | xxx  |      |      |      |      |      | 4.40  |                      |
| 14                | Anjuli Knäsche      | GER Alemanha       | o    | xxx  |      |      |      |      |      | 4.40  |                      |
| 14                | Elina Lampela       | FIN Finlândia      | o    | xxx  |      |      |      |      |      | 4.40  |                      |
| 18                | Lene Onsrud Retzius | NOR Noruega        | xo   | xxx  |      |      |      |      |      | 4.40  |                      |
| 19                | Tina Šutej          | SLO Eslovênia      | xxo  | xxx  |      |      |      |      |      | 4.40  |                      |
|                   | Ariadni Adamopoulou | GRE Grécia         |      |      |      |      |      |      |      |       | DNS                  |

Legenda
| Recorde mundial      | Recorde mundial (World record)               |                       | Recorde africano                      | Recorde africano (African) |                                           | Q | Classificado por posição (Qualified) |
| Recorde olímpico     | Recorde olímpico (Olympic record)            | Recorde da América    | Recorde da América (Americas)         | q                          | Classificado por melhor tempo (Qualified) |   |                                      |
| Melhor marca do ano  | Melhor marca do ano (World leading)          | Recorde asiático      | Recorde asiático (Asian)              | DNS                        | Não largou (Did not start)                |   |                                      |
| Recorde nacional     | Recorde nacional (National record)           | Recorde europeu       | Recorde europeu (European)            | DNF                        | Não terminou (Did not finish)             |   |                                      |
| Recorde pessoal      | Recorde pessoal do atleta (Personal best)    | Recorde da Oceania    | Recorde da Oceania (Oceania)          | DSQ / DQ                   | Desclassificado (Disqualified)            |   |                                      |
| Recorde da temporada | Recorde da temporada do atleta (Season best) | Recorde sul-americano | Recorde sul-americano (South America) | NM                         | Sem marca (No mark)                       |   |                                      |